# Mélanie Couzy
Mélanie Couzy, född 19 februari 1990 i Romorantin-Lanthenay, är en fransk sportskytt.

## Karriär
Vid EM 2017 i Baku tog Couzy silver tillsammans med Marina Sauzet och Delphine Réau i lagtävlingen i trap. Vid lerduve-EM 2018 i Leobersdorf tog hon individuellt guld i trap.
Vid EM 2021 i Osijek tog Couzy brons tillsammans med Carole Cormenier och Loémy Recasens i lagtävlingen i trap. Vid olympiska sommarspelen 2020 i Tokyo, som arrangerades 2021, slutade hon på 25:e plats i trap.